# نینو سالوکوادزه
نینو سالوکوادزه (گرجی: ნინო სალუქვაძე؛ زادهٔ ۱ فوریه ۱۹۶۹) تیرانداز سابق اهل گرجستان است.
وی در مسابقات کشوری و بین‌المللی در مجموع برندهٔ ۱۱ مدال طلا، ۷ مدال نقره، ۶ مدال برنز شده‌است.
وی نخستین زنی است که در ۹ دوره بازی‌های المپیک تابستانی حضور دارد. (با احتساب المپیک ۲۰۲۰)

## نتایج در المپیک‌ها
| ۱۹۸۸ | اول (۵۹۱+۹۹)    | دوم (۳۹۰+۹۷٫۹)  |
| ۱۹۹۲ | پنجم (۵۸۳+۹۳)   | دهم (۳۸۰)       |
| ۱۹۹۶ | هفتم (۵۸۶+۹۱٫۶) | پنجم (۳۸۵+۹۹٫۰) |
| ۲۰۰۰ | یازدهم (۵۷۹)    | ۲۵ام (۳۷۶)      |
| ۲۰۰۴ | هشتم (۵۸۰+۹۸٫۳) | دهم (۳۸۲)       |
| ۲۰۰۸ | ۱۶ام (۵۸۰)      | سوم (۳۸۶+۱۰۱٫۴) |
| ۲۰۱۲ | ۱۵ام (۵۸۱)      | ۳۳ام (۳۷۶)      |
| ۲۰۱۶ | ششم (۵۸۴+۱۴)    | ۳۴ام (۳۷۷)      |